# Nouvoitou
Nouvoitou é uma comuna francesa na região administrativa da Bretanha, no departamento Ille-et-Vilaine. Estende-se por uma área de 18,94 km². Em 2010 a comuna tinha 3 230 habitantes (densidade: 170,5 hab./km²).